# Брукс, Джонни
Джон Брукс (англ. John Brooks; 23 декабря 1931, Рединг — 7 июня 2016, Борнмут, Юго-Западная Англия) — английский футболист, игравший на позиции атакующего полузащитника.

## Биография

### Игровая карьера
Брукс начал профессиональную карьеру в клубе «Рединг», в котором за три сезона сыграл 46 матчей и забил 5 голов. Его игра заинтересовала «Арсенал», «Вест Хэм» и «Ньюкасл», но Брукс сделал выбор в пользу «Тоттенхэм Хотспур», в который перешёл в феврале 1953 года.
Дебютировал за «Тоттенхэм» 6 апреля 1953 года в матче против «Сток Сити», который «шпоры» проиграли со счётом 2:0. По ходу сезона 1953/54 Брукс постепенно стал основным игроком в составе «Тоттенхэма», в составе которого отыграл шесть полноценных сезонов. В составе «шпор» он становился серебряным и бронзовым призёром чемпионата страны. За всю карьеру в составе «Тоттенхэма» Брукс сыграл в чемпионате страны 166 матчей и забил 46 голов.
В декабре 1959 года Брукс перешёл в «Челси»; сумма перехода составила 20 000 фунтов стерлингов. В составе «аристократов» он сыграл в Первом дивизионе 46 матчей, в которых забил 6 голов.
В сентябре 1961 года Брукс стал игроком клуба Третьего дивизиона «Брентфорд»; сумма перехода составила 5 тысяч фунтов стерлингов. В составе «Брентфорда» он суммарно сыграл 83 матча и забил 36 голов, из которых 22 года были забиты в
Четвёртом дивизионе. В январе 1964 года Брукс перешёл в «Кристал Пэлас», в которой сыграл 7 матчей и не забил ни одного мяча.
В последующие годы Брукс играл за «Торонто Сити» (1964), «Стивенидж Таун» (1964—1967), «Кливленд Стокерс» (1968) и «Кембридж Сити», в котором в 1969 году завершил карьеру игрока.

### Смерть
Скончался 7 июня 2016 года в Борнмуте в возрасте 84 лет после продолжительной болезни.